# Alexander Carl af Anhalt-Bernburg
Hertug Alexander Carl af Anhalt-Bernburg (2. marts 1805 – 19. august 1863) var den sidste hertug af det lille tyske hertugdømme Anhalt-Bernburg fra 1834 til 1863. Ved hans død uddøde linjen Anhalt-Bernburg af Huset Anhalt, og hertugdømmet blev arvet af Alexander Carls slægtning Leopold 4. af Anhalt-Dessau og indgik dermed i det forenede hertugdømme Anhalt.

## Eksterne links
- Wikimedia Commons har flere filer relateret til Alexander Carl af Anhalt-Bernburg

| Alexander CarlHuset AskanienFødt: 2. marts 1805 Død: 19. august 1863 |                                       |                                                     |
| Titler som regent                                                    |                                       |                                                     |
| Foregående: Alexius Frederik Christian                               | Hertug af Anhalt-Bernburg 1834 – 1863 | Efterfølgende: Ingen (Linjen Anhalt-Bernburg uddød) |